# 马恩河畔比尼库尔
马恩河畔比尼库尔（法語：Bignicourt-sur-Marne，法語發音：[biɲikuʁ syʁ maʁn]）是法国马恩省的一个市镇，位于该省东南部，属于维特里勒弗朗索瓦区。

## 地理
马恩河畔比尼库尔（48°40'56"N, 4°36'32"E）面积2.83 平方千米，位于法国大東部大區马恩省，该省份为法国东北部内陆省份，北起阿登省，西北接埃纳省，西南接塞纳-马恩省，南至奥布省，东南接上马恩省，东临默兹省。
与马恩河畔比尼库尔接壤的市镇（或旧市镇、城区）包括：布莱斯-苏萨济利耶尔、弗里尼库尔、吕克塞蒙和维洛特、诺鲁瓦。

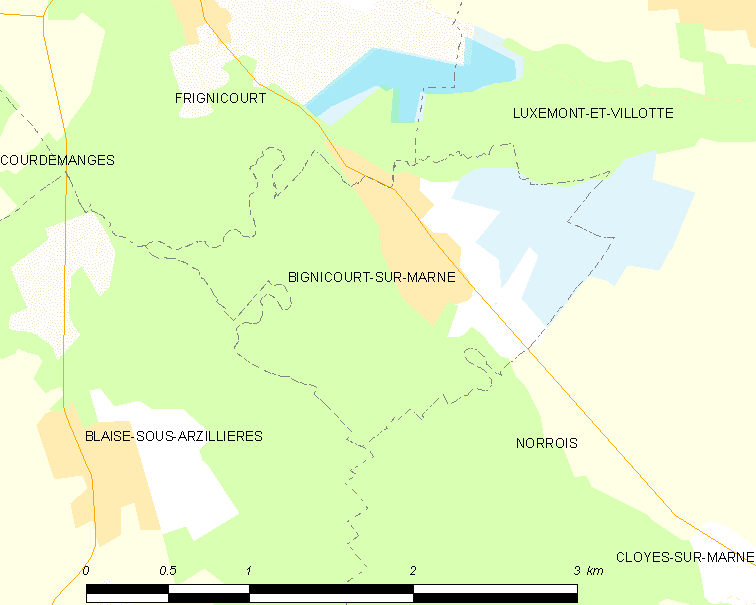
马恩河畔比尼库尔的OSM定位图

马恩河畔比尼库尔的时区为UTC+01:00、UTC+02:00（夏令时）。

## 行政
马恩河畔比尼库尔的邮政编码为51300，INSEE市镇编码为51059。

## 政治
马恩河畔比尼库尔所属的省级选区为维特里勒弗朗索瓦-香槟-代尔县。

## 人口

1962-2008年间马恩河畔比尼库尔人口变化图示

马恩河畔比尼库尔于2022年1月1日时的人口数量为373人。